# Negalho
El Negalho es un plato portugués típico del municipio de Miranda do Corvo derivado en gran parte de la chanfana. Se elabora, no obstante en diversos puntos de Beira Litoral y Beira Interior con ligeras variaciones entre regiones. El origen del negalho se remonta a la época de la tercera invasión francesa de las tierras de Portugal. Debido a la poca oferta de carne, las tropas francesas robaban los rebaños, la población debido a esta escasez debía aprovechar todo, incluso las tripas de los animales cuya carne se utilizaba habitualmente para la alimentación. Este uso culinario dio lugar al Negalho, siendo un plato muy apreciado en la región.